# Crédito
Crédito (do latim creditu) significa a confiança que se tem em algo. No campo das finanças em particular, é a confiança de que se vai receber de volta o dinheiro emprestado. Aquele que empresta dinheiro a um indivíduo ou a uma instituição, se chama credor, pois ele "crê" que receberá seu dinheiro de volta.

## Crédito na Idade Média
Na Idade Média, o crédito era considerado ilegal, pois se considerava que havia usura por parte do credor, dada a prática de se cobrarem juros. Os pioneiros do comércio e da banca foram os comerciantes ditos "burgueses" dos Países Baixos e da Itália, os dois polos mais dinâmicos das operações de crédito. Os credores que usavam este tipo de serviços eram os religiosos, os monarcas europeus, alguns membros da aristocracia, as cidades e os burgueses interessados em aumentar o capital envolvido nos seus negócios.
Com a atribuição de pecado à usura por parte da Igreja Católica, as primeiras bancas com serviços financeiros foram desenvolvidas por judeus.

## Custo do crédito ao consumo
O custo do crédito é a quantia adicional, acima do montante emprestado, que o mutuário (quem toma emprestado) tem de pagar. Ela inclui os juros, taxas de arranjo e quaisquer outros encargos. Alguns custos são obrigatórios, exigidos pelo credor como parte integrante do contrato de crédito. Outros custos, tais como os de seguro de crédito, podem ser opcionais. O mutuário escolhe se são ou não incluídos como parte do acordo.

## Crédito e sua interpretação econômica
Para a economia, o crédito é uma operação do mercado financeiro. De forma geral, é definido como o ato de conceder um bem, esperando a restituição igual ou superior ao investimento inicial. Trata-se de uma ação fortemente vinculada a elementos subjetivos, como a confiança. O credor (aquele que concede o bem) só destina a um tomador (aquele que recebe o bem) pois confia nos instrumentos de análise de crédito que tornaram o tomador um candidato para receber o crédito.
A concessão de crédito como conhecemos atualmente surge a partir da Revolução Industrial, momento no qual a força de trabalho apresentava estabilidade salarial e este rendimento previsível permitia que os trabalhadores tomassem dinheiro planejadamente para investimentos. Além disso, os empreendimentos industriais envolviam desenvolvimento de tecnologias e investimentos de longo prazo em maquinário, que foram estimulados e adiantados pela concessão de crédito.
Até hoje, o crédito possui duas funções extremamente importantes: em primeiro lugar, o de promover o consumo individual e familiar, e em segundo lugar, estimular a produção e o desenvolvimento de grandes indústrias. Na visão ortodoxa da economia, ao permitir às famílias antecipar determinadas aquisições para as quais suas poupanças não seriam suficientes, o crédito estimularia o crescimento do consumo. Ainda o crédito funciona como um estímulo à produção, à medida que seria uma das principais formas de financiamento das empresas, permitindo que essas instituições realizassem investimentos que por recursos próprios não poderiam fazê-lo. 	
O mercado financeiro é representado pelo conjunto de trocas que ocorrem principalmente em quatro submercados principais: o mercado monetário, mercado de capitais, mercado cambial e mercado de crédito. O mercado de crédito conecta tomadores de crédito e credores e por isso é o principal meio para a reunião de interesses das partes envolvidas na operação de crédito. É formado majoritariamente por instituições financeiras - sociedades financeiras e bancos comerciais - que concedem financiamentos a curto e médio prazos.
A tomada e concessão de crédito quando má gestionada ou se for uma operação de alto risco podem levar ao endividamento de famílias ou acarretar em falência de empresas. Ainda, as operações de crédito são limitadas pelas garantias necessárias para sua realização, o que limita o acesso ao crédito a determinados atores sociais

## Crédito e sua interpretação jurídica
Ao longo dos séculos a humanidade buscou formalizar algumas de suas práticas econômicas e financeiras, em função da possibilidade de padronização de ações comuns e da redução de riscos relacionados à acumulação. O fenômeno jurídico - diretamente relacionado ao fato jurídico -, considerando-se o que foi dito anteriormente, produziu leis capazes de determinar o funcionamento do **mercado de crédito**, uma vez que o crédito tem sido considerado, desde o século XIX, um “contrato mercantil” no qual distintas partes negociantes se fundem, de modo a qualificá-lo como pressuposto às mais diversas atividades econômicas. (**) Sendo assim, tornou-se cada vez mais recorrente, internamente ao sistemas jurídicos dos Estados, o desenvolvimento de normas especializadas na concessão de crédito e nas relações estabelecidas entre credores e mutuários, para além de leis direcionadas ao fomento das práticas aludidas.
Reconhecendo-se, portanto, a necessidade de normatização das práticas econômicas e financeiras relacionadas ao crédito, instituições jurídicas incumbiram-se da tarefa de proposição de leis e de sua aplicação. Em função disso, a relação existente entre o mercado de crédito e o direito, de acordo com o que foi apontado previamente, excedeu as proposições iniciais; destarte, a configuração do direito tem permitido o desenvolvimento de distintas atividades econômicas, uma vez que a correspondência entre as regras jurídicas e o mercado configuram causalidade unidirecional (***), podendo-se identificar relações que superam aquelas de caráter jurídico e econômico –a exemplo daquelas fundamentadas na política e na economia (****).
Portanto, tendo-se em mente o caráter financeiro do crédito, a atribuição de “confiança” ao desenvolvimento econômico e ao progresso produtivo das sociedades – levando-se em conta a produção industrial e dos demais setores produtivos - possibilitou a prática do financiamento de pessoas físicas e jurídicas. O financiamento na forma de crédito representa, acima da segurança do retorno das quantias “creditadas”, a chance de se lucrar frente às propostas de desenvolvimento econômico; por conta disso, a demanda estreitada do crédito em alguns países implica altas taxações, considerando-se a maximização do lucro visado pelos credores.
Embora se tenha apontado o desenvolvimento do mercado de crédito como fenômeno econômico e financeiro característico ao funcionamento do sistema capitalista como o conhecemos hoje, os hiatos existentes referentes à aplicação das leis sugere a necessidade de transformações no regime jurídico. As altas taxações aplicadas ao crédito em diferentes países – a exemplo do Brasil – dificultam o acesso a ele, sugerindo a necessidade de reformas pontuais direcionadas a expansão do mercado de crédito – considerando-se seu tamanho reduzido. No caso brasileiro, as propostas de reforma - a exemplo da redução dos custos do crédito, do crescimento do volume de empréstimos e da ampliação da diversidade de instrumentos de crédito a relação entre a implementação e os desdobramentos das seis medidas sugeridas à reforma do mercado de crédito bancário (*****) – são estudadas em função de sua melhor aplicação.

## Consequências sociais do Crédito: a “reinterpretação” dos indivíduos de acordo com o mercado de crédito
Com o desenvolvimento das sociedades humanas e de suas relações econômicas, o crédito passou a desempenhar função cada vez mais central no curso dos acontecimentos. Seu papel se reflete na medida em que este provoca tanto o nascimento de relações econômicas, sociais e políticas, quanto o seu fim.
Naturalmente, o papel dos indivíduos acabou passando por uma mudança de significado.  Cada vez mais pautado pelas interações econômicas, o crédito passou a ser utilizado como base do sistema produtivo e econômico atuando como alicerce de seu desenvolvimento.
É através dele, por exemplo, que se percebe a emergência das casas bancárias, que vieram a criar um intermediário nestas operações, capaz de atuar com a previsibilidade de recursos provenientes do sistema produtivo, fazendo com que a economia se desenvolva neste setor e também nas finanças de empresas, pessoas físicas e até mesmo do Estado.
Tal intermediação, por se dar através da captação de recursos de agentes econômicos superavitários e deficitários, gerou impactos nas relações sociais. O primeiro deles diz respeito ao fato do agente econômico que recebe o recurso ser capaz ou não de pagar. Se a resposta for favorável, ele é digno de cada vez mais crédito, o que resulta, por exemplo, numa boa reputação no mercado. Porém, em caso de negatividade, será visto pelos outros membros daquele grupo social como uma pessoa indigna de confiança, fazendo com que não receba crédito e tenha seu convívio com aquele grupo reduzido.
Atualmente, o crédito ampliou seus papéis, dando margem para o surgimento da figura do capital especulativo. Tem-se aqui a base de um processo conhecido como financeirização, com a consequente redução do capital alocado no setor produtivo. Sua aplicação no mercado financeiro, faz com que as oscilações provocadas pelas políticas estatais sejam as responsáveis por mudar o fluxo e a direção de uma economia, que pode ir de uma boa condição para uma ruim em pouco tempo.
Percebe-se um reflexo do processo de financeirização pelo qual passam as economias mundiais. Como consequência da globalização, temos as economias cada vez mais interconectadas. Isto leva a crer que as decisões tomadas nos grandes centros financeiros globais, provocam mudanças na oferta de crédito pelo mundo. Poucos mecanismos dispõem os países para tentar minimizar estas consequências, como por exemplo, a taxa de juros.
Conforme a sua variação, aumenta ou diminui a capacidade dos agentes em honrar os compromissos financeiros, para colapsar toda uma economia e, por consequência, uma sociedade por inteiro. Exemplo notório e recente é o da economia grega, que por utilizar demasiadamente o crédito, fez com que sua economia não fosse capaz de honrar seus compromissos, levando o país ao caos e provocando comportamentos que se refletiram no aumento dos indicadores de criminalidade, fazendo com que os próprios gregos vivessem desconfiados entre si.
Outra relação importante pode ser vista no BREXIT. Isto ocorre na medida em que o Reino Unido acaba por adotar uma postura eurocética, questionando os reais benefícios da integração econômica europeia para com sua própria economia, de modo a refletir uma queda na credibilidade que tem o projeto, em partes, graças aos problemas econômicos apresentados por diversos países do bloco após a crise de
De prática condenável na Idade Média  a ponto fundamental da economia mundial no século XXI, o crédito passou por uma ressignificação ao longo do tempo. Sua atual condição de ator central na vida quotidiana de países, empresas e pessoas fez com que as economias se dinamizassem, ao ponto de as consequências reverberarem em diversas esferas da vida social, tornando os agentes econômicos cada vez mais dependentes e pautando assim a vida econômica, política e social pelo mundo todo.

## Obtenção de crédito
No que a crédito pessoal diz respeito, há que distinguir entre o crédito que cada um granjeia para si mesmo, pelas suas ações e reputação e a obtenção de um crédito pessoal, que como o adjectivo pessoal indica, pode ser contratado particularmente com uma instituição de crédito.  
O crédito sobre uma pessoa é geralmente medido através de seu histórico. É geralmente obtido através de atos positivos desta pessoa. Por exemplo, dizemos que um "físico de nome", com livros publicados e PhD na área, possui "crédito" em assuntos relacionados a física. Já um empreendedor conhecido por gerar lucro com diversos investimentos, possui crédito econômico-financeiro. 
Quanto à obtenção de crédito pessoal em termos de empréstimos financeiros, esta possibilidade também designada como crédito ao consumo está atualmente ao alcance de qualquer pessoa, desde que as instituições financeiras avaliem positivamente o perfil financeiro de quem faz o pedido. A concessão de crédito generalizou-se ao telefone primeiro, e depois à Internet. As taxas de juro e os montantes podem ser muito variáveis, conforme as várias ofertas e existem comparadores onde se pode simular várias ofertas de crédito para avaliar as características das várias propostas. 

## Tipos de crédito
Há diversos tipos de crédito, dependendo da modalidade a que ele se destina. A divisão mais comum é a divisão entre crédito à pessoa física (consumer credit, em inglês) e à pessoa jurídica (corporate credit, em inglês).

#### Crédito para Pessoa Jurídica Empresarial
O crédito para pessoa jurídica, também conhecido como crédito para empresas  ou crédito empresarial, é a modalidade de crédito destinadas a pessoas jurídicas que buscam por possibilidades de evolução em suas atividades empresariais, mas não têm os recursos financeiros próprios suficientes. Ele se diferencia do recurso próprio no Capital Social da empresa, dado que o valor tomado é atualizado de acordo com uma taxa de juros contratada e o repagamento é feito periodicamente, de acordo com um calendário de pagamentos contratado.
A oferta do crédito para pessoa jurídica no Brasil é atividade regulamentada e limitada a instituições financeiras de acordo com a Resolução nº 3.954 do Banco Central. Outras instituições podem atuar indiretamente na concessão de empréstimos através da atuação como Correspondente Bancário. A decisão de concessão de crédito empresarial é de total responsabilidade da Instituição Financeira envolvida e é estabelecida a partir da avaliação feita por especialistas de crédito e/ou por algoritmos especificamente desenhado para tal, com base nas informações fornecidas ao longo do período de análise e nos algoritmos desenvolvidos para capturar e processar informações de crédito existentes no mercado.
Ao conceder crédito, é imprescindível ter o máximo de clareza de quanto o cliente deverá pagar, por isso, conforme a resolução nº 3.517 do Banco Central, torna-se obrigatório a informação do Custo Efetivo Total (CET). Essa taxa tem por objetivo informar qual é o valor total que o cliente pagará em um empréstimo. A CET é calculada levando-se em consideração todos os custos incluídos na operação de crédito e é considerada a maneira mais efetiva de comparação entre o custo de crédito entre duas instituições financeiras.
Em grande parte dos bancos, é necessária a apresentação de diversos documentos, online ou presencialmente, para a confirmação do pedido de crédito para empresas junto a Instituição financeira. Entre os documentos mais frequentemente pedidos, estão a última alteração do contrato social, comprovante de endereço da empresa e extratos bancários completos das contas da empresa dos últimos 90 dias, e, também, documentos do proprietário da empresa, como identidade, CPF dos sócios, comprovante de renda e comprovante de residência.